# Asociación Atlética de los Pequeños Estados de Europa

Bandera del equipo de la AASSE

La Asociación Atlética de los Pequeños Estados de Europa (AASSE) (in inglés: Athletic Association of Small States of Europe) es una organización transnacional que representa los intereses atléticos de las naciones europeas más pequeñas. Se creó a partir de una propuesta presentada por las delegaciones de Chipre, Islandia, Liechtenstein y Luxemburgo en el Congreso de la Asociación Internacional de Federaciones de Atletismo (IAAF) celebrado en Barcelona en 1989.
La AASSE se fundó oficialmente durante el Congreso de la Asociación Atlética Europea que tuvo lugar en Venecia en 1994, en presencia del presidente de la AEA, Carl-Olaf Homen. Las Reglas de Constitución fueron firmadas por los representantes de Andorra, Chipre, Islandia, Liechtenstein, Luxemburgo, Malta y San Marino.
Solo pueden pertenecer a esta organización los estados europeos con una población por debajo un millón de personas. En la actualidad, todos los estados que cumplen este requisito son miembros de la asociación, a excepción de la Ciudad de Vaticano, que no participa en competiciones atléticas internacionales.

## Miembros actuales
|    | País          | Miembro desde entonces |
| -- | ------------- | ---------------------- |
| 1  | Andorra       | Miembro fundador       |
| 2  | Chipre        | Miembro fundador       |
| 3  | Gibraltar     | 2015                   |
| 4  | Islandia      | Miembro fundador       |
| 5  | Liechtenstein | Miembro fundador       |
| 6  | Luxemburgo    | Miembro fundador       |
| 7  | Malta         | Miembro fundador       |
| 8  | Mónaco        | 2000                   |
| 9  | Montenegro    | 2006                   |
| 10 | San Marino    | Miembro fundador       |

## Competiciones
Los países de la AASSE han participado como equipo combinado en la Copa de Europa y después en su sucesor desde 2009, el Campeonato Europeo de Atletismo por Equipos. En la actualidad, Andorra, Chipre, Islandia, Luxemburgo, Malta, Montenegro y San Marino compiten con equipo propio, mientras que Gibraltar, Mónaco y Liechtenstein compiten juntos como AASSE.
Desde 1985, los miembros de la AASSE organizan y participan en los Juegos de los Pequeños Estados de Europa (GSSE), una competición deportiva bienal que incluye doce disciplinas diferentes para hombres y mujeres. Desde 2016 alternan con el Campeonato de los Pequeños Estados de Europa, una competición atlética que cubre los años en que no se celebra el Campeonato Europeo de Atletismo por Equipos.